# 齐建新
齐建新（1965年1月—），云南香格里拉人，藏族，中国共产党党员。中华人民共和国政治人物、第十三届全国人民代表大会云南省代表。

## 生平
齐建新参加工作后历任迪庆州人事劳动局副局长、劳动和社会保障局局长、中共迪庆州委组织部常务副部长，中共德钦县委书记，2009年11月出任中共保山市委常委、市纪委书记。2010年回到迪庆州，出任该州党委常委、纪委书记等职务。
2015年9月，升任迪庆州人民政府州长，此后，齐建新曾于2016年、2021年两度当选为迪庆州委常委。2018年，齐建新被选为云南省出席第十三届全国人民代表大会代表。2022年1月，卸任迪庆州人民政府州长职务。
2024年4月，齐建新因为涉嫌严重违法违纪，被中共云南省纪委监委立案审查、监察调查。